# Ikue Mori
Ikue Mori (jap. もり いくえ Mori Ikue; ur. 17 grudnia 1953 w Tokio) – żyjąca i tworząca w Nowym Jorku japońska perkusistka, kompozytorka, improwizatorka, grafik.
Początki jej kariery związane były z rolą perkusistki w nowojorskim zespole DNA, wpisującym się w nurt no wave. Ikue Mori nigdy wcześniej nie zajmowała się muzyką. Po rozpadzie zespołu związała się ze sceną awangardową, rezygnując z perkusji na rzecz automatów perkusyjnych.
W 1995 wraz z Hidekim Katō i Fredem Frithem założyła zespół Death Ambient. Współpracowała również między innymi z: Sonic Youth, Johnem Zornem, Dave'em Douglasem, Butchem Morrisem, Kim Gordon, Zeeną Parkins i Mikiem Pattonem. Jej solowe projekty ukazywały się pod znakiem Tzadik Records.

## Filmografia
- A Bookshelf on Top of the Sky: 12 Stories About John Zorn (2002, film dokumentalny, reżyseria: Claudia Heuermann)[1]
- Unlimited 23 (2010, film dokumentalny, reżyseria: Pavel Borodin)[2]